# Csajka (hajó)

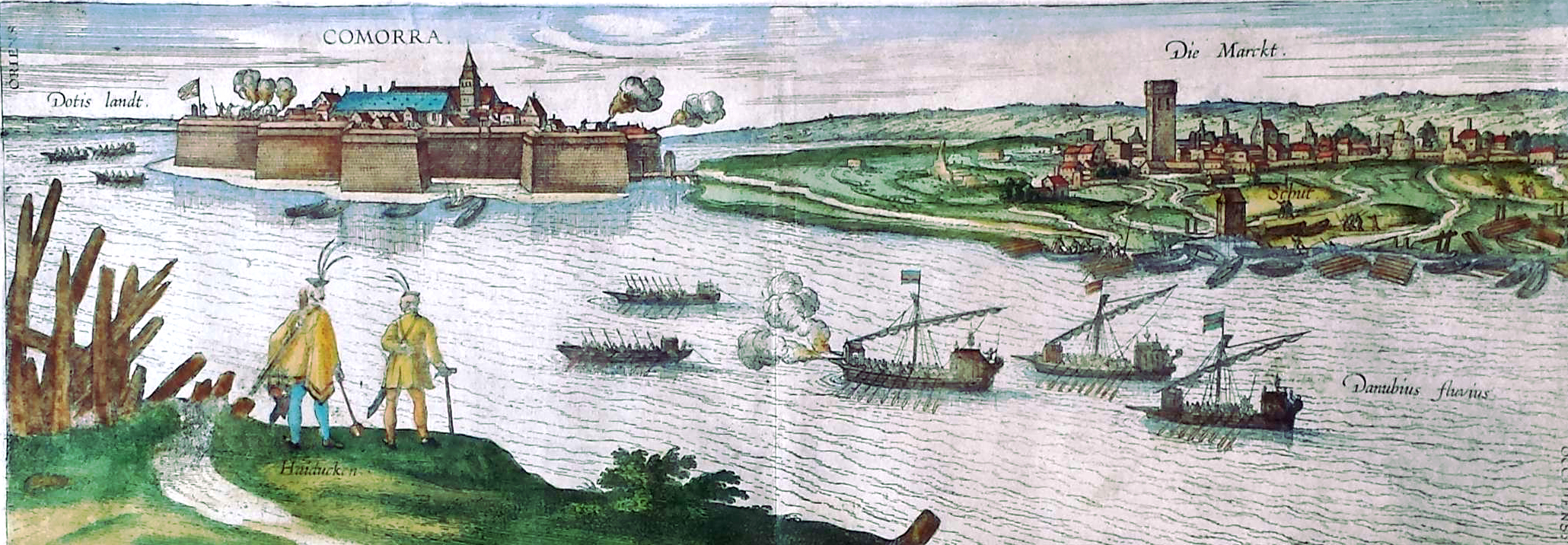
Csajkák és naszádok a Dunán (1597)

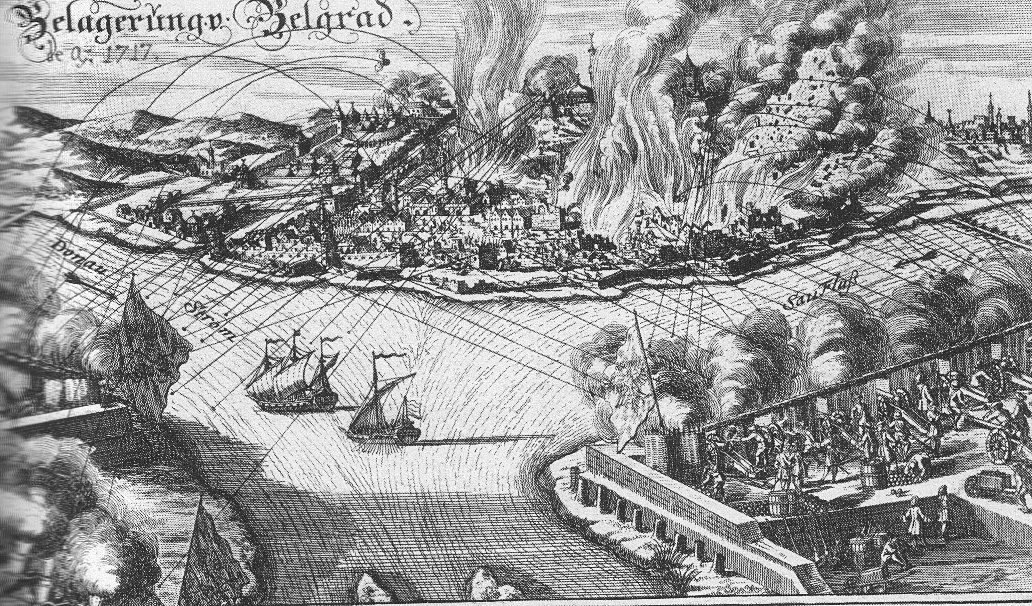
Savoyai Jenő ostromolja sajkások segítségével Belgrádot 1717-ben

A csajka vitorlával és evezőkkel ellátott csónak. A hadászatban használt – elsősorban evezős fahajókat csajkáknak vagy naszádoknak nevezték.

## Magyarországon
Ágyúkkal és tarackokkal felszerelve a hajdani Osztrák–Magyar Monarchia határőrvidékén a folyamhatároknak őrzésére és védelmére használtak. A dunai hadihajókon való szolgálat ellátására 1747-ben a titeli kerületben egy sajkás zászlóaljat állítottak fel. E csónakok állomáshelye a Tisza torkolatánál fekvő Titel városban volt és legénysége a csajkások zászlóaljához tartozott. A Sajkásvidéknek nevezett területen állomásozó zászlóalj hajdan a törökök ellen viselt háborúkban nagy szerepet játszott. A katonai határőrvidék sajkásközpontja volt.
Csajkának nevezik még azt az elöl és hátul tompa, láda alakú könnyű puhafa-hajót, melyet rendesen csak egy lefelé menő útra készítenek, faszögekkel építenek és többnyire csak kisebb értékű nyerstermények vagy cserép-anyagok szállítására használnak. Először a Dráván használták, onnan kerültek át a Dunára is.

## Kozák csajka

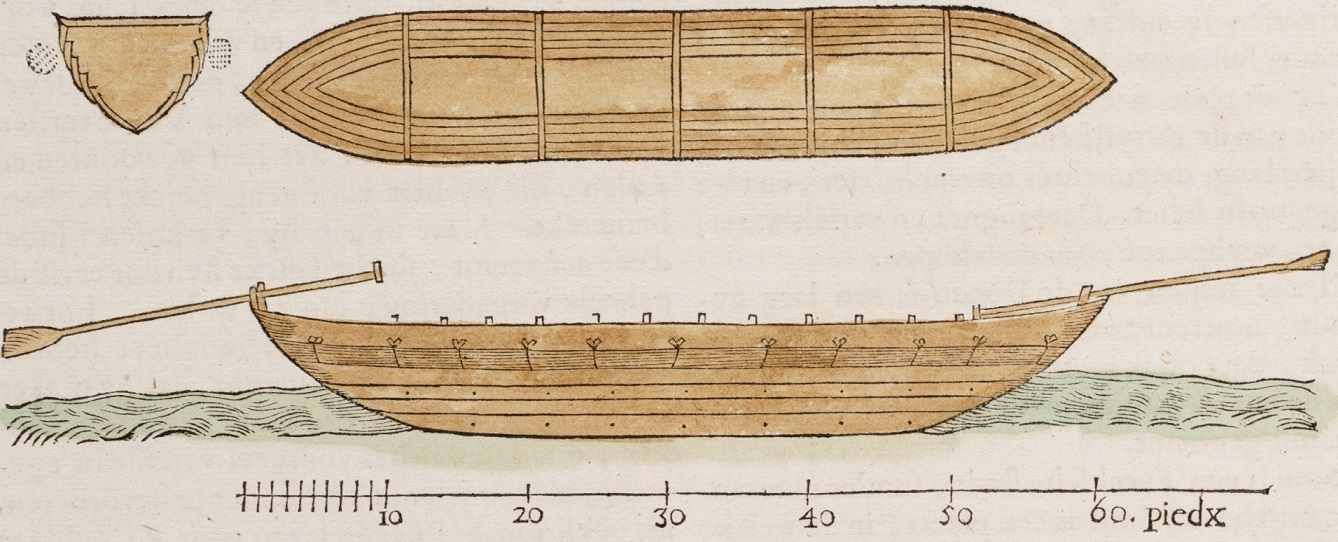
Kozák csajka ábrázolása

A zaporizzsjai kozákok a 16–17. században használták a Dnyeperen és a Fekete-tengeren. A kozák csajka 18–20 m hosszúságú, 3–3,5 m szélességű, árbóccal és vitorlával ellátott hajó volt. A 40–50 fő befogadására alkalmas hajótest alsó részét egy farönkből faragták ki, az oldalsó részét pedig falécekből építették fel. A hajótest felső peremére, a szegélylécek védelmére nádköteg erősítettek.
A hasonló felépítésű, de nagyobb, szállításra és katonai célra használt kozák hajó volt a bajdak.